# Campeonato Mundial de Atletismo Júnior de 2010 - Lançamento de disco feminino
A prova do lançamento de disco feminino do Campeonato Mundial de Atletismo Júnior de 2010 ocorreu entre os dias 20 e 22 de julho em Moncton, no Canadá. 

## Recordes
Antes desta competição, os recordes mundiais e do campeonato nesta prova eram os seguintes:
|     | Nome         | Nacionalidade     | Distância | Local        | Data                   |
| --- | ------------ | ----------------- | --------- | ------------ | ---------------------- |
| WJR | Ilke Wyludda | Alemanha Oriental | 74.40 m   | Berlim Leste | 13 de setembro de 1988 |
| CR  | Ilke Wyludda | Alemanha Oriental | 68.24 m   | Sudbury      | 31 de julho de 1988    |

## Medalhistas
| Ouro              | Prata                | Bronze              |
| Yaime Pérez (CUB) | Erin Pendleton (USA) | Yuliya Kurylo (UKR) |

## Cronograma
Todos os horários são locais (UTC-4).
| Data        | Hora  | Evento       |
| ----------- | ----- | ------------ |
| 20 de julho | 18:40 | Qualificação |
| 22 de julho | 19:40 | Final        |

## Resultados

### Qualificação
A qualificação se iniciou no dia 20 de julho ás 18:40. 
Grupo A
| Posição | Atleta                   | Nacionalidade  | Tentativas | Tentativas | Tentativas | Resultados | Notas |
| Posição | Atleta                   | Nacionalidade  | 1          | 2          | 3          | Resultados | Notas |
| ------- | ------------------------ | -------------- | ---------- | ---------- | ---------- | ---------- | ----- |
| 1       | Yaime Pérez              | Cuba           | 53.91      | -          | -          | 53.91      | Q     |
| 2       | Anaïs Marcadet           | França         | 38.41      | 47.60      | 52.75      | 52.75      | q     |
| 3       | Kimberley Mulhall        | Austrália      | x          | 50.58      | 52.61      | 52.61      | q     |
| 4       | Margaret Satupai         | Samoa          | x          | 50.15      | 50.36      | 50.36      | q     |
| 5       | Antje Bormann            | Alemanha       | 49.98      | x          | 48.74      | 49.98      | q     |
| 6       | Siositina Hakeai         | Nova Zelândia  | 49.37      | 49.09      | 47.39      | 49.37      | q     |
| 7       | Su Xinyue                | China          | 48.99      | 47.71      | 48.11      | 48.99      |       |
| 8       | Alyssa Hasslen           | Estados Unidos | 48.91      | x          | 46.53      | 48.91      |       |
| 9       | Hristína Anagnostopoúlou | Grécia         | 47.54      | 47.66      | x          | 47.66      |       |
| 10      | Olga Abramchuk           | Ucrânia        | 46.71      | x          | x          | 46.71      |       |
| 11      | Corinne Nugter           | Países Baixos  | 46.29      | 44.38      | 45.94      | 46.29      |       |
| 12      | Miya Itoman              | Japão          | 38.94      | x          | 43.85      | 43.85      |       |
| 13      | Androniki Lada           | Chipre         | x          | 41.98      | x          | 41.98      |       |

Grupo B
| Posição | Atleta              | Nacionalidade     | Tentativas | Tentativas | Tentativas | Resultados | Notas |
| Posição | Atleta              | Nacionalidade     | 1          | 2          | 3          | Resultados | Notas |
| ------- | ------------------- | ----------------- | ---------- | ---------- | ---------- | ---------- | ----- |
| 1       | Irina Rodrigues     | Portugal          | 51.83      | 51.52      | 51.26      | 51.83      | q     |
| 2       | Erin Pendleton      | Estados Unidos    | 48.93      | 51.74      | 48.92      | 51.74      | q     |
| 3       | Yuliya Kurylo       | Ucrânia           | x          | 51.19      | x          | 51.19      | q     |
| 4       | Weng Chunxia        | China             | x          | x          | 50.14      | 50.14      | q     |
| 5       | Jitka Kubelová      | Chéquia           | 49.98      | x          | x          | 49.98      | q     |
| 6       | Lucie Catouillart   | França            | x          | 49.60      | x          | 49.60      | q     |
| 7       | Leesa Lealaisalanoa | Nova Zelândia     | 42.36      | 48.36      | 48.55      | 48.55      |       |
| 8       | Ashlee Smith        | Trinidad e Tobago | 47.68      | 45.49      | 46.31      | 47.68      |       |
| 9       | Lidiane Cansian     | Brasil            | x          | x          | 46.56      | 46.56      |       |
| 10      | Candicea Bernard    | Jamaica           | x          | 46.47      | 46.26      | 46.47      |       |
| 11      | Anna Rüh            | Alemanha          | 45.13      | x          | 46.32      | 46.32      |       |
| 12      | Ilaria Marchetti    | Itália            | 43.11      | 44.51      | 45.68      | 45.68      |       |
| 13      | Breanna Rak         | Canadá            | 44.87      | x          | x          | 44.87      |       |
| 14      | Taryn Gollshewsky   | Austrália         | x          | 43.97      | x          | 43.97      |       |

### Final
A prova final foi realizada no dia 22 de julho ás 19:40. 
| Posição           | Atleta            | Nacionalidade  | Tentativas | Tentativas | Tentativas | Tentativas | Tentativas | Tentativas | Resultados | Notas |
| Posição           | Atleta            | Nacionalidade  | 1          | 2          | 3          | 4          | 5          | 6          | Resultados | Notas |
| ----------------- | ----------------- | -------------- | ---------- | ---------- | ---------- | ---------- | ---------- | ---------- | ---------- | ----- |
| Medalha de ouro   | Yaime Pérez       | Cuba           | 48.05      | x          | 56.01      | 49.04      | 52.23      | 50.77      | 56.01      |       |
| Medalha de prata  | Erin Pendleton    | Estados Unidos | 53.57      | 53.22      | x          | 53.63      | 54.15      | 54.96      | 54.96      |       |
| Medalha de bronze | Yuliya Kurylo     | Ucrânia        | 48.31      | x          | 52.19      | 53.96      | 52.02      | 53.75      | 53.96      |       |
| 4                 | Kimberley Mulhall | Austrália      | 50.99      | 53.16      | 52.19      | 52.74      | 52.55      | 53.77      | 53.77      |       |
| 5                 | Irina Rodrigues   | Portugal       | 51.62      | 52.75      | x          | x          | 49.38      | 52.03      | 52.75      |       |
| 6                 | Anaïs Marcadet    | França         | 48.85      | 50.25      | x          | 51.23      | 49.77      | 52.65      | 52.65      |       |
| 7                 | Margaret Satupai  | Samoa          | 51.31      | 49.74      | x          | 41.33      | 51.17      | 48.26      | 51.31      |       |
| 8                 | Lucie Catouillart | França         | 45.83      | 50.13      | 47.02      | 47.96      | x          | x          | 50.13      |       |
|                   |                   |                |            |            |            |            |            |            |            |       |
| 9                 | Weng Chunxia      | China          | 49.46      | 48.79      | x          |            |            |            | 49.46      |       |
| 10                | Jitka Kubelová    | Chéquia        | 47.88      | x          | 43.50      |            |            |            | 47.88      |       |
| 11                | Antje Bormann     | Alemanha       | 45.52      | 44.76      | x          |            |            |            | 45.52      |       |
| 12                | Siositina Hakeai  | Nova Zelândia  | x          | x          | x          |            |            |            | NM         |       |

Legenda
| Recorde mundial       | Recorde mundial (World record)               |                       | Recorde africano                      | Recorde africano (African) |                                           | Q | Classificado por posição (Qualified) |
| Recorde do campeonato | Recorde do campeonato (Championship record)  | Recorde da América    | Recorde da América (Americas)         | q                          | Classificado por melhor tempo (Qualified) |   |                                      |
| Melhor marca do ano   | Melhor marca do ano (World leading)          | Recorde asiático      | Recorde asiático (Asian)              | DNS                        | Não largou (Did not start)                |   |                                      |
| Recorde nacional      | Recorde nacional (National record)           | Recorde europeu       | Recorde europeu (European)            | DNF                        | Não terminou (Did not finish)             |   |                                      |
| Recorde pessoal       | Recorde pessoal do atleta (Personal best)    | Recorde da Oceania    | Recorde da Oceania (Oceania)          | DSQ / DQ                   | Desclassificado (Disqualified)            |   |                                      |
| Recorde da temporada  | Recorde da temporada do atleta (Season best) | Recorde sul-americano | Recorde sul-americano (South America) | NM                         | Sem marca (No mark)                       |   |                                      |